# Scooby-Doo in: Where's My Mummy?
Scooby-Doo in: Where's My Mummy? (Scooby-Doo: Onde Está a Minha Múmia? (título em Portugal) ou Scooby-Doo em: Cadê Minha Múmia? (título no Brasil)) é o nono filme animado baseado nas aventuras de Scooby-Doo.

## Sinopse
Scooby-Doo e sua turma vão para o Egito para surpreender Velma, que passou os últimos meses estudando a Esfinge de Gizé com a ajuda do príncipe Omar, todos se encontram e são surpreendidos pela visita de Amélia von Butch, uma arqueóloga renegada que com a ajuda dos capangas, planeja invadir a pirâmide e encontrar o colar de Ack, a chave da maldição para encontrar o tesouro de Cleópatra. Todos vão parar dentro da tumba, e graças a maldição Velma e Omar são transformados em estátuas de pedra. Agora caberá a turma da Mistério S/A resolver o mistério da maldição, e impedir Amélia de roubar o tesouro e que a maldição da Rainha do Nilo não se concretize.

## Vozes
- Frank Welker - Scooby-Doo / Fred Jones
- Mindy Cohn - Velma Dinkley
- Casey Kasem - Salsicha Rogers
- Grey DeLisle - Daphne Blake
- Christine Baranski - Dra. Amélia von Butch
- Ajay Naidu - Príncipe Omar Karan
- Jeremy Piven - Rock Rivers
- Virginia Madsen - Cleópatra
- Oded Fehr - Amahl Ali Akbar